# Liste öffentlicher Bücherschränke im Landkreis Sigmaringen
In der Liste öffentlicher Bücherschränke im Landkreis Sigmaringen sind öffentliche Bücherschränke für Orte, die zum Landkreis Sigmaringen in Baden-Württemberg gehören, aufgeführt. Sie ist primär nach Orten sortiert, unabhängig davon, ob es sich um Ortsteile, Gemeinden oder Städte handelt. Der Artikel ist Teil der übergeordneten Liste öffentlicher Bücherschränke in Baden-Württemberg. Ein öffentlicher Bücherschrank ist ein Schrank oder schrankähnlicher Aufbewahrungsort mit Büchern, der dazu dient, Bücher kostenlos, anonym und ohne jegliche Formalitäten zum Tausch oder zur Mitnahme anzubieten. Die Liste erhebt keinen Anspruch auf Vollständigkeit.

## Öffentliche Bücherschränke im Landkreis Sigmaringen
Derzeit sind im Landkreis Sigmaringen sieben öffentliche Bücherschränke erfasst (Stand: 19. Januar 2025):
| Bild                                                             | Ausführung                | Ort              | Seit                    | Anmerkung | Geokoordinaten                       |
| ---------------------------------------------------------------- | ------------------------- | ---------------- | ----------------------- | --- | ------------------------------------ |
|                                                                  | Bücherregal               | Bad Saulgau      |                         | Am gemauerten Durchgang zwischen der Antoniuskirche und dem Alten Kloster.                                                     | ⊙                                    |
|                                                                  | Bücherschrank             | Mengen           |                         | der Bücherschrank der Bücherei Mengen befindet sich auf der Rückseite des naldo-Bushaltestellenunterstands „Mengen Kreuzplatz“ | ⊙ Hauptstraße 59                     |
|                                                                  | Bücherregal in einem Baum | Ostrach          |                         | Herbert-Barth-Platz in Ostrach, in der Parkanlage unterhalb des Rathauses                                                      | ⊙ Herbert-Barth-Platz                |
|                                                                  | Bücherschrank             | Sigmaringen      | 2019                    | das Bücherhäuschen befindet sich vor dem Laden „Andy's Früchte“                                                                | ⊙ Fürst-Wilhelm-Straße 26            |
|                                                                  | Bücherregal               | Sigmaringen      | wahrscheinlich ca. 2020 | Flur, Gebäude 102, der Hochschule Albstadt-Sigmaringen                                                                         | Anton-Günther-Str. 51/2, Gebäude 102 |
| Bücherregal in der Hausmauer des Alten Schlachthofs, Sigmaringen | Bücherregal               | Sigmaringen      | vor 2025                | In den Nischen an der Häuserwand des "Alten Schlachthofs"                                                                      | Georg-Zimmerer-Str. 7                |
|                                                                  | Bücherregal (grün)        | Sigmaringen/Laiz | vor 2023                | neben dem Gehweg | Inzigkofer Str.                      |
|                                                                  | Bücherschrank             | Sigmaringendorf  | 2012                    | der Bücherschrank befindet sich direkt vor dem Eingang der Getränke Müller GmbH                                                | ⊙ Donaustraße 10                     |

## Statistik
Für einen Vergleich zu den anderen Land- und Stadtkreisen Baden-Württembergs sowie zum Landesdurchschnitt siehe die Statistik öffentlicher Bücherschränke in Baden-Württemberg.